# アマー島
アマー島（アマーとう、Amager）は、デンマークの首都コペンハーゲン市内南東部の島である。コペンハーゲン都心は西の大きな島シェラン島にあるが、市街地はアマー島にまで広がっている。

## 交通
シェラン島との間は2本の道路橋と2本の地下鉄（コペンハーゲン地下鉄）で結ばれている。
シェラン島との間の細長い水道はコペンハーゲン港になっている。
東部のカストルプ (Kastrup) にコペンハーゲン空港（通称カストロプ空港）がある。
エーレスンド海峡を渡りデンマークとスウェーデンを結ぶ交通路オーレスン・リンクのデンマーク側の基点となっており、海底トンネルの入り口がある。

## その他
東岸のドラゲル (Dragør) は海水浴場になっている。